# Menjamel d'ulleres
El menjamel d'ulleres (Myza celebensis) és un ocell de la família dels melifàgids (Meliphagidae).

## Hàbitat i distribució
Habita els boscos a les muntanyes de Sulawesi.